# Luc Tremblay
Pour les articles homonymes, voir Tremblay.
Luc Tremblay, né le 16 septembre 1939 à Chambly et mort le 28 novembre 2023, est un homme politique québécois. Il est député péquiste de Chambly de 1981 à 1985

## Biographie
Il est élu député de Chambly aux élections de 1981.
Il est battu par Gérard Latulippe lors des élections de 1985.

## Résultats électoraux
|                                                                                               | Nom                    | Parti               | Nombre de voix | %      | Maj.  |
| --------------------------------------------------------------------------------------------- | ---------------------- | ------------------- | -------------- | ------ | ----- |
|                                                                                               | Gérard Latulippe       | Libéral             | 16 330         | 54,6 % | 4 005 |
|                                                                                               | Luc Tremblay (sortant) | Parti québécois     | 12 325         | 41,2 % | -     |
|                                                                                               | Frédéric Henderson     | NPD Québec          | 1 096          | 3,7 %  | -     |
|                                                                                               | Johanne Sévigny        | Socialisme chrétien | 151            | 0,5 %  | -     |
| Total                                                                                         | Total                  | Total               | 29 902         | 100 %  |       |
| Le taux de participation lors de l'élection était de 81,6 % et 625 bulletins ont été rejetés. |                        |                     |                |        |       |